# Ehretia wightiana
Ehretia wightiana är en strävbladig växtart som beskrevs av Nathaniel Wallich och George Don jr. Ehretia wightiana ingår i släktet Ehretia och familjen strävbladiga växter. Inga underarter finns listade i Catalogue of Life.